# Behavioral targeting
Wanneer men spreekt over behavioral targeting heeft dit betrekking op een methode waarin bezoekersgedrag van een website wordt vastgelegd, met als voornaamste doel een poging doen tot het bepalen van de interesses van de bezoekers om een betere afstemming te creëren in websitecontent. Behavioral targeting wordt voornamelijk gebruikt door internetreclamebureaus om verbeterde resultaten te bereiken in termen van clickthrough rate en conversion rate voor hun internetreclame.

## Types behavioral targeting
Er zijn twee types behavioral targeting te onderscheiden, namelijk onsite-targeting en network-targeting. Beide worden voornamelijk ingezet voor e-commerce-doeleinden.

### Onsite-targeting
Dit type behavioral targeting wordt uitgevoerd op websiteniveau. Vanaf het moment dat de bezoeker op de website komt kunnen er gegevens verzameld worden. Voor zover mogelijk wordt dan direct relevante content getoond. Veel voorkomende vormen waarin deze content wordt aangeboden zijn reclame banners of door middel van nieuwsbrieven verstuurd via e-mail.

### Network-targeting
Bij network-targeting is er sprake van een samenwerking tussen meerdere websites of internetmarketingbureaus. Deze samenwerkingsketen vormt een soort van netwerk waarbij informatie over bezoekersgedrag aan elkaar uitgewisseld wordt. Dit zorgt ervoor dat een beter beeld ontstaat over het type websitebezoeker. Hierdoor kan directer worden ingespeeld op het succesvol toepassen van behavioral targeting.